# تريفور كونفيرز
تريفور كونفيرز هو لاعب هوكي جليد كندي، ولد في 4 فبراير 1970 في نورث باتلفورد في كندا.

## وصلات خارجية
- تريفور كونفيرز على موقع دوري الهوكي الوطني (الإنجليزية)
- تريفور كونفيرز على موقع EliteProspects.com (الإنجليزية)
- تريفور كونفيرز على موقع HockeyDB.com (الإنجليزية)